# تپه قلعه گرد
تپه قلعه گرد مربوط به دوره اشکانیان - میانه دوران‌های تاریخی پس از اسلام است و در شهرستان سنقر، بخش کلیائی، روستای قلعه جبرئیل واقع شده و این اثر در تاریخ ۱۱ مرداد ۱۳۸۴ با شمارهٔ ثبت ۱۲۵۱۹ به‌عنوان یکی از آثار ملی ایران به ثبت رسیده است.